# Alijó
Alijó (pronuncia in portoghese: ɐli'ʒɔ) è un comune portoghese di 10 486 abitanti (2021) situato nel distretto di Vila Real. La cittadina è famosa per aver dato i natali all'ex primo ministro del Portogallo, José Sócrates.

## Società

### Evoluzione demografica
| Popolazione di Alijó (1801 – 2021) | Popolazione di Alijó (1801 – 2021) | Popolazione di Alijó (1801 – 2021) | Popolazione di Alijó (1801 – 2021) | Popolazione di Alijó (1801 – 2021) | Popolazione di Alijó (1801 – 2021) | Popolazione di Alijó (1801 – 2021) | Popolazione di Alijó (1801 – 2021) | Popolazione di Alijó (1801 – 2021) | Popolazione di Alijó (1801 – 2021) | Popolazione di Alijó (1801 – 2021) |
| ---------------------------------- | ---------------------------------- | ---------------------------------- | ---------------------------------- | ---------------------------------- | ---------------------------------- | ---------------------------------- | ---------------------------------- | ---------------------------------- | ---------------------------------- | ---------------------------------- |
| 1801                               | 1849                               | 1900                               | 1930                               | 1960                               | 1981                               | 1991                               | 2001                               | 2004                               | 2006                               | 2021                               |
| 2423                               | 5454                               | 19919                              | 20452                              | 23511                              | 18846                              | 16327                              | 15430                              | 14056                              | 13942                              | 10486                              |

## Freguesias
- Alijó
- Amieiro
- Carlão
- Casal de Loivos
- Castedo
- Cotas
- Favaios
- Pegarinhos
- Pinhão
- Pópulo
- Ribalonga
- São Mamede de Ribatua
- Sanfins do Douro
- Santa Eugénia
- Vale de Mendiz
- Vila Chã
- Vila Verde
- Vilar de Maçada
- Vilarinho de Cotas